# Калоян Икономов
Калоян Тонев Икономов е български икономист и политик от „Продължаваме промяната“. Народен представител в XLVII народно събрание.

## Биография
Калоян Икономов е роден на 5 февруари 1978 г. в град Варна, Народна република България. Той е син бизнесмена Тони Икономов. Завършва руското училище VIII СУЕО „Ал. С. Пушкин“ във Варна, с профил италиански език. Придобива бакалавърска степен от Университета в Кент (Англия), а после магистърска по „Бизнес администрация“ в Чикагския университет в САЩ.
На парламентарните избори през ноември 2021 г. като кандидат за народен представител е 3-ти в листата на „Продължаваме промяната“ за 3 МИР Варна, откъдето е избран.